# Magnus Jernemyr
Magnus Jernemyr (Orsa, Švedska, 18. srpnja 1976.) je švedski rukometaš i nacionalni reprezentativac. Trenutno nastupa za domaći Lugi HF dok je s katalonskom Barcelonom osvojio dva španjolsko prvenstva (2011. i 2012.) te po jedan Superkup i rukometnu Ligu prvaka.
Jernemyr je za Švedsku debitirao u lipnju 2005. te je s njom 2011. osvojio četvrto mjesto na Svjetskom prvenstvu gdje je Švedska kao domaćin izgubila protiv Španjolske u borbi za broncu.
Prvi veći reprezentativni uspjeh s reprezentacijom ostvaren je na OI u Londonu 2012. kada je Švedska igrala u finalu gdje je poražena od branitelja naslova - Francuske.

## Vanjske poveznice
- [neaktivna poveznica]
- Interview s Jernemyrom